# Racing Bart Mampaey
Racing Bart Mampaey is een Belgisch raceteam, dat sinds 2012 actief is in het DTM. Voorheen kwam het team uit in het WTCC, waarin het de wereldtitel pakte in 2005, '06 en '07 met coureur Andy Priaulx.

## Geschiedenis
Het team werd in 1974 opgericht als Juma Racing door Julien Mampaey, de vader van de huidige eigenaar Bart Mampaey. In 1994 nam zoon Bart het team over, en noemde het RBM, Racing Bart Mampaey.